# Liste der Denkmäler Marokkos
Die Liste der Denkmäler Marokkos umfasst die als nationale Denkmäler (patrimoine national) klassifizierten Denkmäler, Stätten und Zonen (Monuments, sites et zones classés du patrimoine national) Marokkos sowie weitere Denkmäler.
Die ersten marokkanischen Denkmäler wurden bereits vor dem Ersten Weltkrieg zu solchen erklärt. Die verschiedenen Denkmäler gelangten auf die Liste über sogenannte Dahire (Dahir, arabisch ظهير / ẓahīr), Wesir-Erlasse (frz. arrêté viziriel), Dekrete usw.
Die folgende Übersicht folgt der dreiteiligen Liste des marokkanischen Kulturministeriums. Die Liste des nationalen Erbes (arabisch تراث وطني) ist unterteilt nach verschiedenen Regionen (Sg. wilāya) und Provinzen.

## Als nationale Denkmäler klassifizierte Denkmäler, Stätten und Zonen

### WilayaRabat-Salé
- Kasbah des Oudaïas

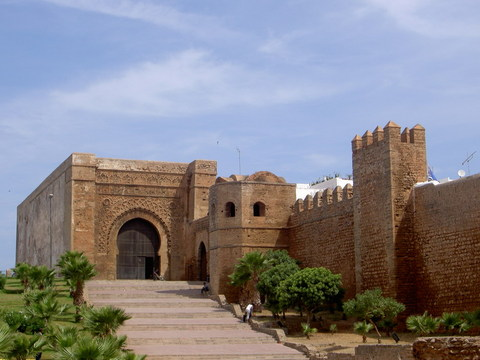
Tor des Königspalastes

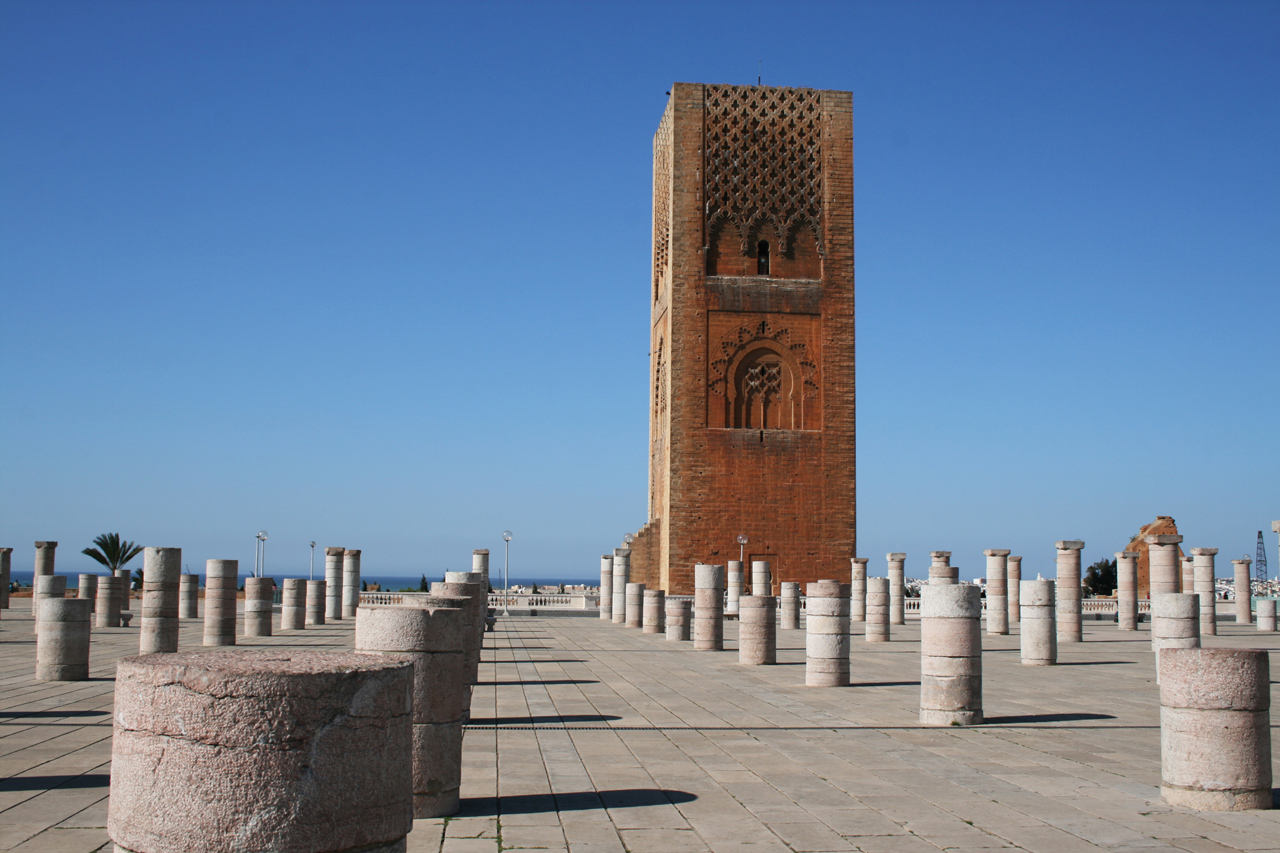
Hassan-Turm

- Enceinte de la ville de Rabat (Stadtmauer von Rabat)[2]
- Zone de protection de la tour Hassan (Schutzzone Hassan-Turm)
- Zone de protection le long d’une partie des remparts de Rabat (Schutzzone entlang eines Teiles der Wälle von Rabat)
- Ruines du Chellah (Ruinen von Chellah)
- Divers zones de protection (verschiedene Schutzzonen)
- Zone de protection le long des remparts de Rabat bordant le côté Sud-est de l’Aguedal du Sultan (Schutzzone entlang eines Teiles der Wälle von Rabat angrenzend an die Südost-Seite von Aguedal du Sultan)
- Zone de protection le long des remparts de Rabat, entre Bab-teben et Sidi Makhlouf (Schutzzone entlang eines Teiles der Wälle von Rabat, zwischen Bab-teben und Sidi Makhlouf)
- Mosquée Hassan et son minaret à Rabat (Hassan-Moschee und ihr Minarett in Rabat)
- Minaret de la mosquée Mouline à Rabat (Karte)
- Porte Bab Teben et une partie de l’enceinte de la médina de Rabat dite «Murailles Andalouses»
- Enceinte de Chellah à Rabat
- Tour Hassan à Rabat (Hassan-Turm in Rabat)
- Une parcelle de terrain près de Bab-Rouah à Rabat
- Mosquée Mouline (Karte)
- Dar Es-Soltane[3]
- Cinéma Royal (Karte)[4]
- Jardin «Nouzhat Hassan»
- Jardin «Belvédère» (Karte)
- Ecole Guessous

### WilayaCasablanca
- Zone de protection à la carrière de Sidi-Abderahmane (Schutzzone Steinbruch Sidi Abd er-Rahmane)[5]
- Deux gisements géologiques et préhistoriques à la carrière de Sidi-Abderrahmane

### WilayaTanger
- Nécropole phénicienne située au Marshan sur les roches dénommées «glissoirs du Marshan» (Phönizische Nekropole von Marshan)
- Les murs et fortifications de la ville indigène de Tanger (Befestigungsmauern der Altstadt von Tanger)

- La grande mosquée (Große Moschee)

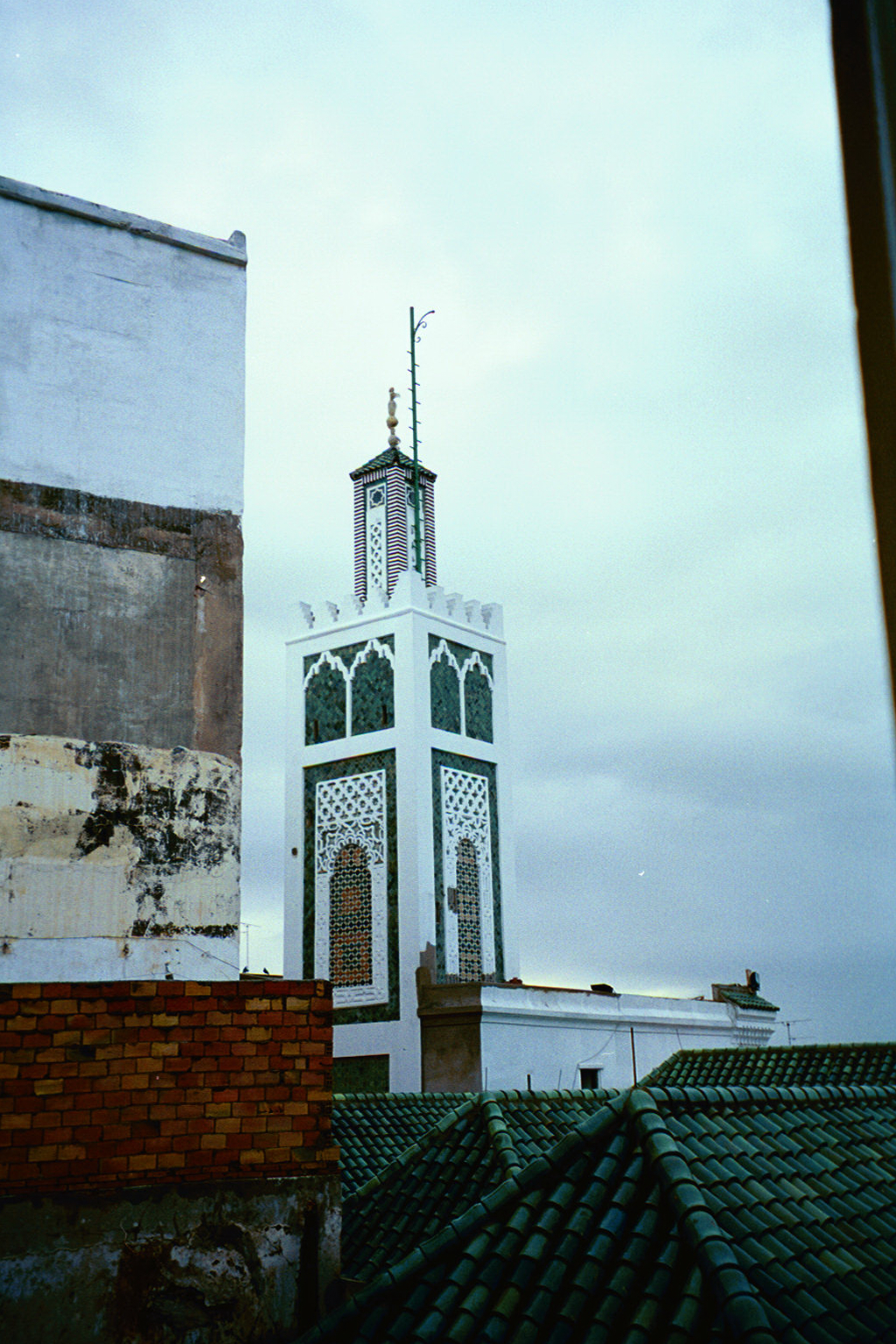
Große Moschee von Tanger

- La mosquée des Aissawas (Aissaouas-Moschee)[6]
- La porte de la marine (Marinehafen)
- La fontaine publique de la rue de Siaghin
- La porte de dar-niaba[7]
- Le palais dit «York Castle»
- La tour de la rue sania
- La tour de la rue Amrok
- La porte de dar Baroud
- Perspective du Boulevard Pasteur et la perspective du Rocher de Sidi Amr
- Place de la Kasba de Tanger et des environs
- Site des grottes d’Hercule
- Hôtel «villa de France»
- Hôtel «Continental»
- Bâtiment dit «Renchaussen»
- Hôtel «Excelsior»
- Hôtel «Cécil»
- Bâtiment dit «Kurssal Français»
- Hôtel «Valencia»
- Bâtiment dit «Estado Espagnol 14»
- Enceinte de la Médina d’Asilah
- Villa El AMANA
- Villa WELCOME
- Bâtiment TELEFSA

### Provinz Settat
- Kasbah de Boulaouane
- Kasbah de Settat
- La Qobba de Sidi – El-Ghlimi
- La mosquée El–Aïn

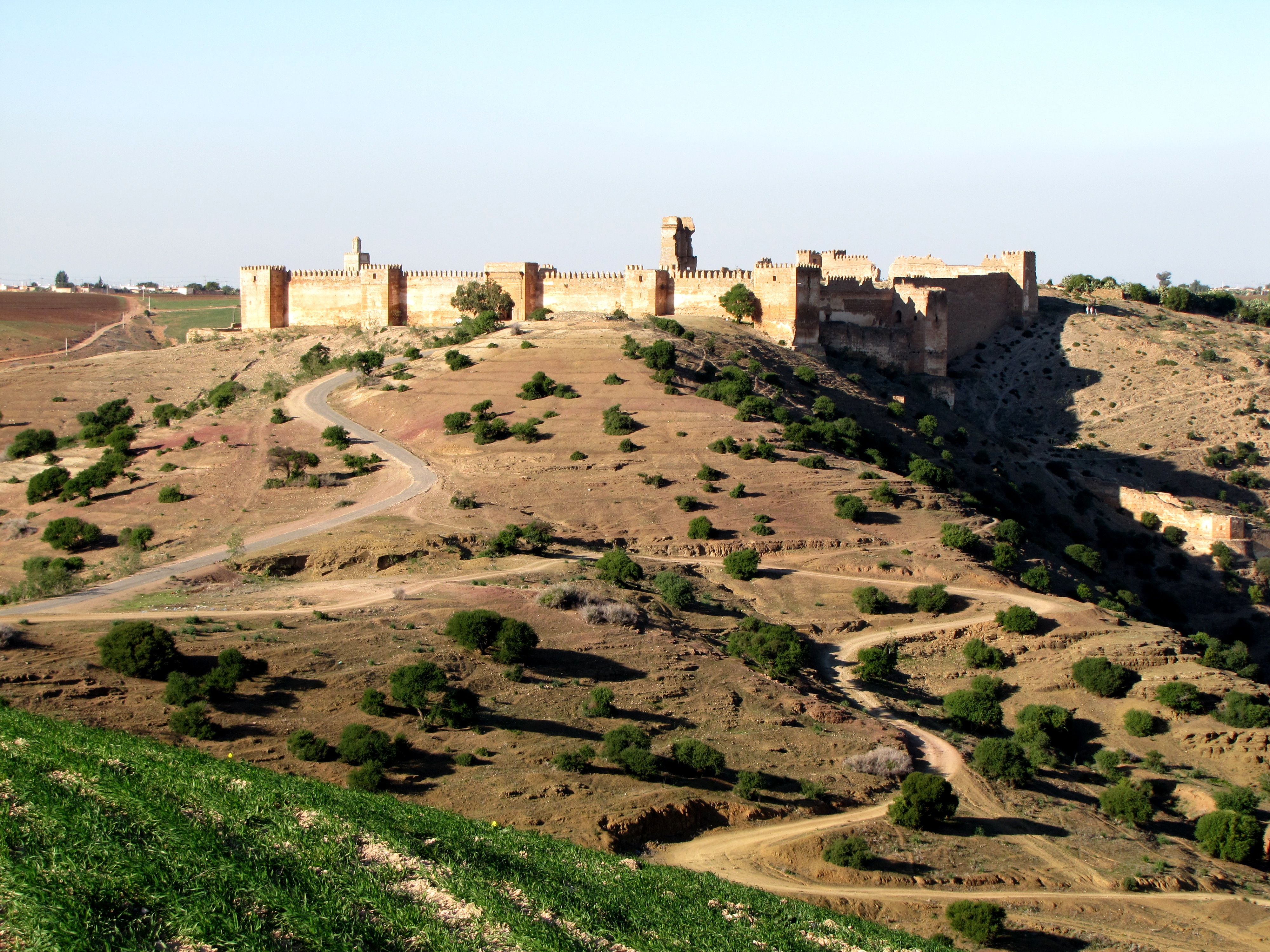
Kasbah von Boulaouane

- Site du noyau urbain de Settat et des propriétés particulières à l’intérieur de la Kasba des Mzamza
- Zaouia Taghiya

### ProvinzErrachidia
- Site du Plateau des lacs

### Provinz Béni Mellal
- Kasba Tadla (Aït Rba)
- Pont sur l’Oum Er-Rebia
- Zone de protection autour de la Kasbah Tadla
- Rive gauche de l’oum Er rebia à Kasba-Tadla
- Site des Olivettes de Beni-Mellal

### ProvinzTaounate
- Kasba Almoravide du Jebel Amargu (Fès) et établissement, autour de ces ruines, une zone de protection
- Zone de protection autour des ruines de la Kasba Almoravide

### WilayaAgadir
- Quartier de sidi Bou-Knadel à Founti (cercle d’ Agadir)
- Murailles du bastion Portugais
- Murailles de la Kasba d’Agadir
- Kasba d’Agadir-Irir
- Cascades Imouzzer-des-Tda-Outanane (région d’Agadir)
- Sites des grottes préhistoriques du cap-Rhir

### WilayaFès
- R-Kasba des Cherarda[8]
- Remparts intérieurs de Fès Jedid
- Kasba des filalas
- Remparts extérieurs de Fès
- L’enceinte générale de Fès

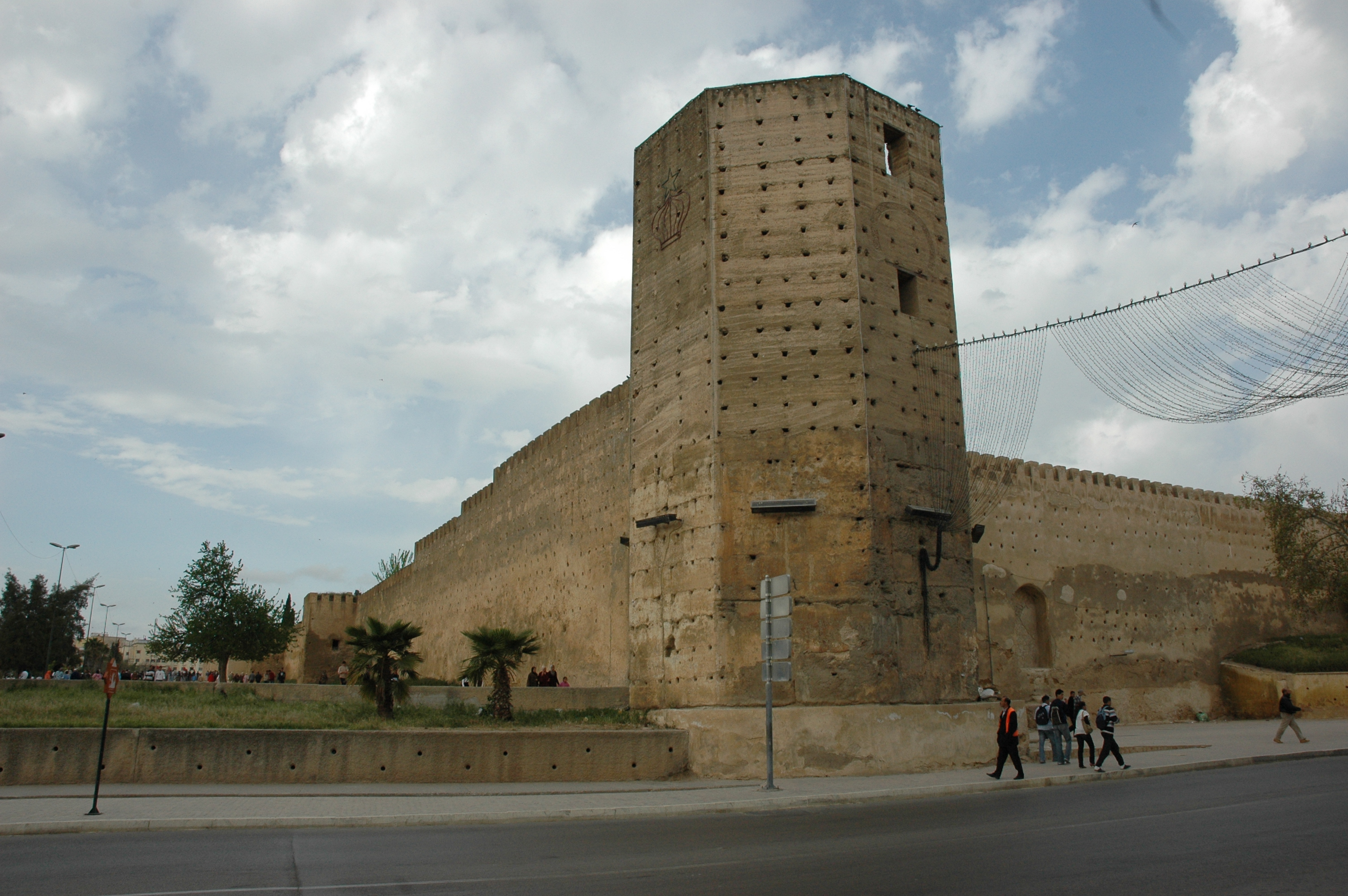
Fès – Kasbah Cherarda

- Zone intérieure de protection artistique autour des remparts de la ville de Fès
- Zone extérieure de protection artistique autour des remparts de la ville de Fès

- Bab Bou Jeloud
- Bab Dekkaken
- Medersa Es-Sahrij
- Medersa Attarine

- Medersa Bouanania
- Medersa Es-Saffarine
- Medersa El Mis Bahia
- Medersa ech-cheratine
- Fondouk Nejarines
- Divers zones et sites

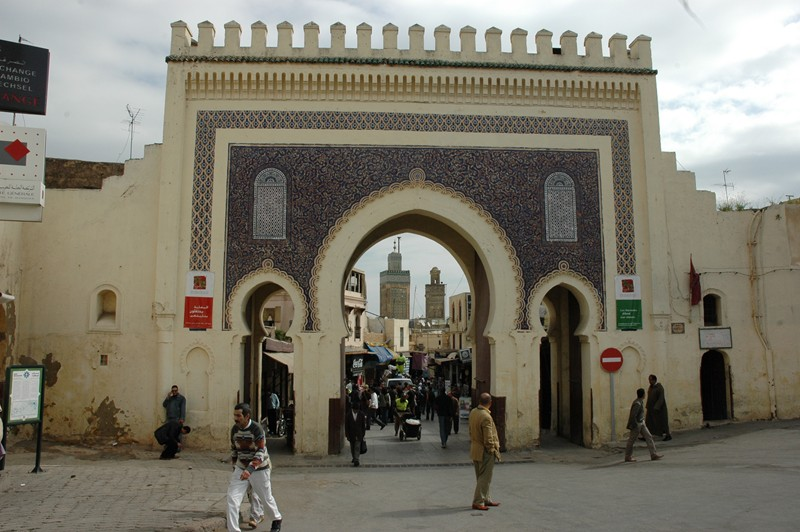
Fès – Bab Boujeloud

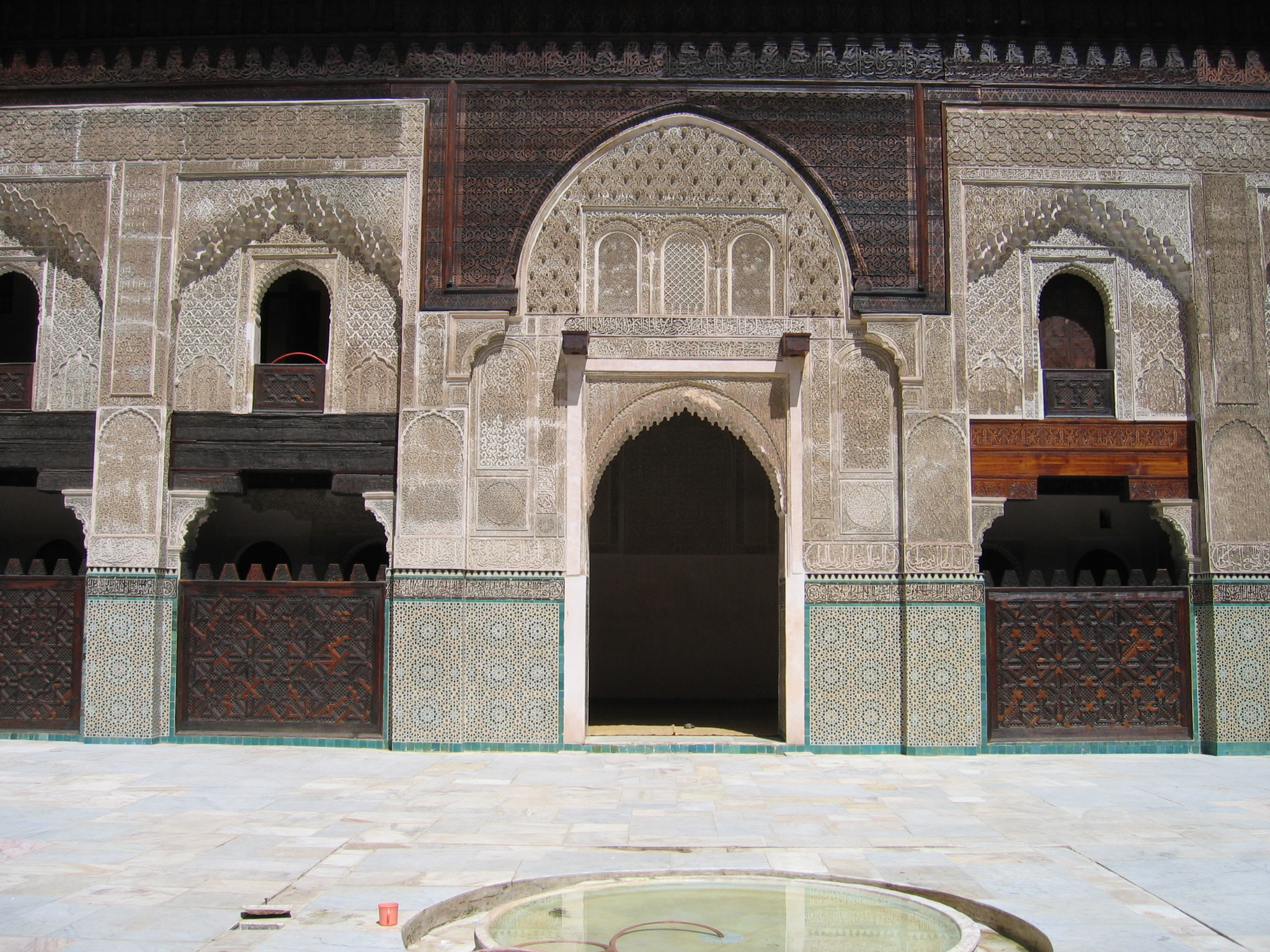
Fès – Madrasa Bou Inania

- Deux zones intérieures de protection le long de l’enceinte générale de la ville et de l’Aguedal à Fès
- Une portion des zones de protection établies le long de l’enceinte de Fès
- Règlement pour la protection artistique de la médina de Fès : Fès Jdid et Fès El Bali
- Mosquée : Jamaà El Azhar (Al-Azhar-Moschee)[9]
- Dar Batha à Fès el Bali
- Dar Adiyel à Fès el Bali
- Pont sur l’oued N’ja
- Pont dit «Kantra Ben Tato» sur l’oued Fès
- L’entrée du Fondouk Tsétaounine à Fès
- Zone de protection du site de Sidi Harazem
- Partie de la zone de protection établie à l’extérieur des remparts de Fès
- Muraille longeant l’avenue des Français à Fès, entre Bab dekkaken et la Kasba de Boujloud
- Zone intérieure de protection le long de l’enceinte principale de la ville de Fès
- Partie de la zone de protection du site de Sidi Harazem
- Immeuble dit «Habs zebbala» à Fès Jdid
- Site du marabout de Sidi Ahmed El Bernoussi
- Dar Adiyel à Fès E l bali
- Site de la ville ancienne de Fès : Fès Jdid et Fès El bali
- Site du bois sacré de Sidi el Messhour
- Certaines zones du site classé de la ville ancienne de Fès
- Dar Beïda
- Marabout de Sidi El Messhour
- Synagogue Danan Sise au mellah de Fès[10]

### WilayaMeknès
- Bab Mansour El Alj et Bab Kachla
- Bab Kachla
- Portes et remparts de Meknès

- Bab El Khemis
- Anciennes écuries de My Ismaîl
- Dar El Beîda
- Jenane Ben Halima
- Pièce d’eau de My Ismaîl
- Koubbat El Khiatine
- Hôpital Louis

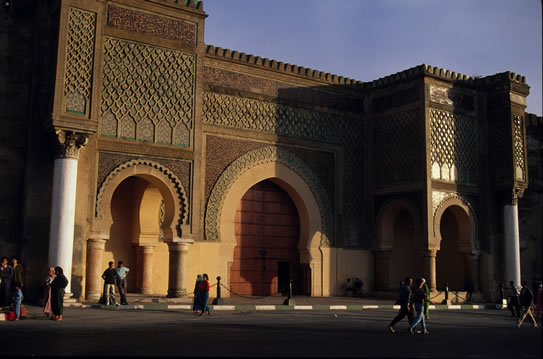
Meknès – Bab Mansour

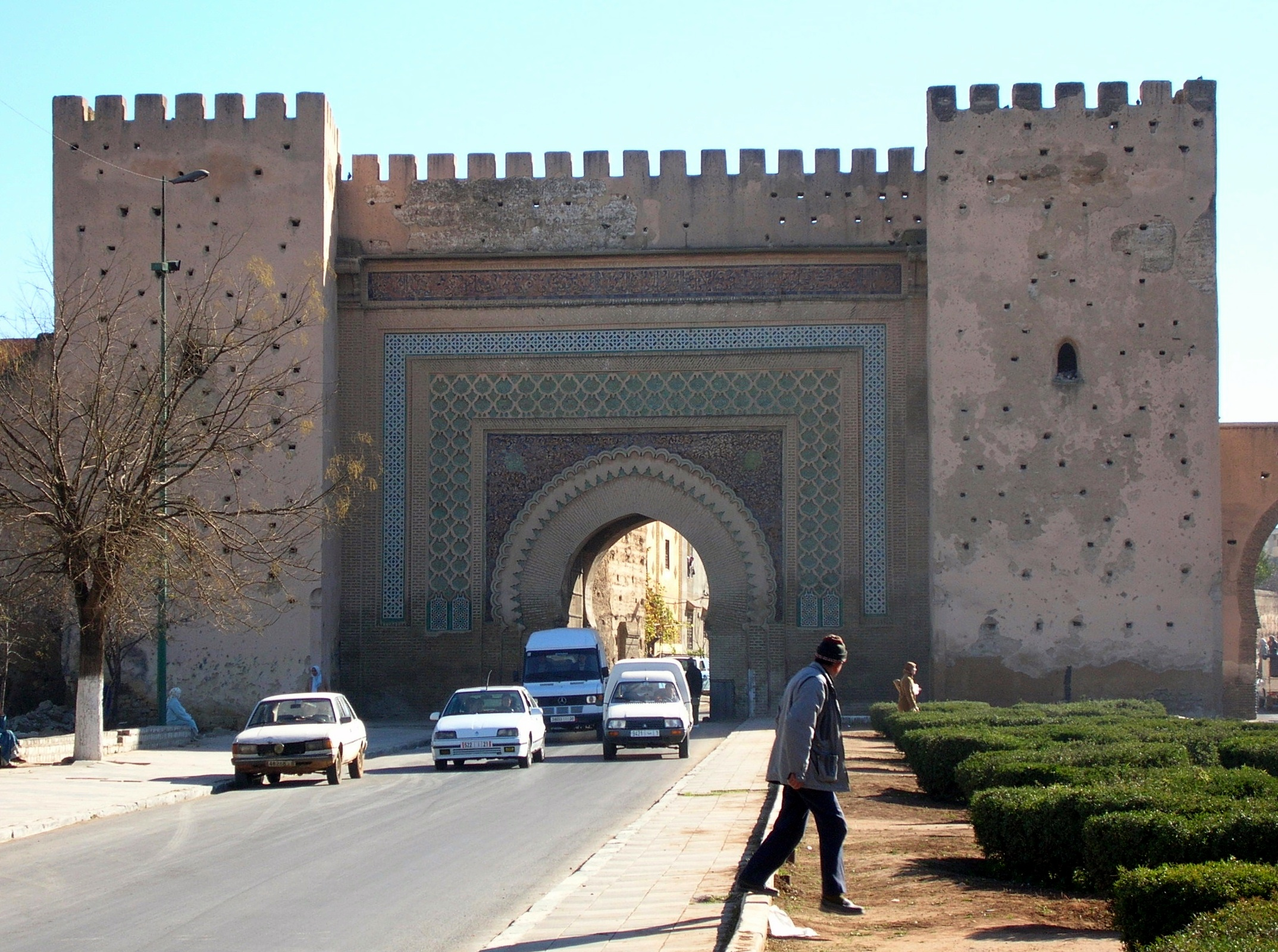
Meknès – Bab El Khemis

- Zone de protection autour des ruines de Volubilis (Schutzzone um die Ruinen von Volubilis)
- Place «El Hedime» et une zone de 24 m autour de cette place
- Site des ruines de Volubilis (Ruinenstätte von Volubilis)
- Medersa Bouanania
- Medersa Filalia
- Seqqaï Sbaa Ananeb
- Seqqaï Djenah el Amane
- Seqqaï el Haddadine
- Seqqaï el Adoul
- Seqqaï Lalla Aicha Addaouia
- Seqqaï Queursthoune
- Seqqaï Et Touta
- Seqqaï el Qaddour
- Msid Chirch
- Msid My Abdellah ben Adaâ
- Msid Filala
- Msid El Mohtassib
- Ordonnance architecturale de la place Poeymirau
- Règlement pour la protection artistique de la Médina de Meknès
- Règlement pour la protection artistique de la Médina de Meknès
- Zone de protection du site s’étendant autour de Dar El Beîda
- Remparts contournant l’Agdal de Meknès
- Zone de protection du site s’étendant autour de Dar El Beîda
- Site de la Médina de Meknès
- l’Agdal de Meknès

### Provinz Ifrane
- Cascade d’Aîn-Leuh
- Site de la zaouïa d’Ifrane
- Site du lac d’El ouionane
- Site des sources de l’Oum-er-rabia
- Site du Rocher dit «Akechmir-El-Kébir»
- Site du Koudiat
- Site de l’Aguelmane de Sidi-Ali
- Ecole Amir El Atlas à Azrou

### ProvinzKhénifra

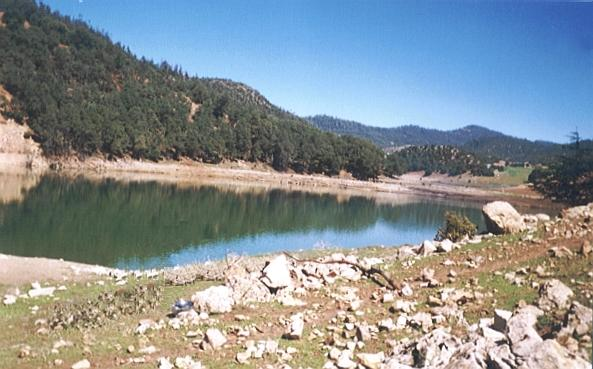
Tiguelmine

- Kasba de Moha ou Hamou
- Site de l’Aguelmane Azigza
- Site d’Ajdir

- Site des Tignelmamine

### Provinz Taza

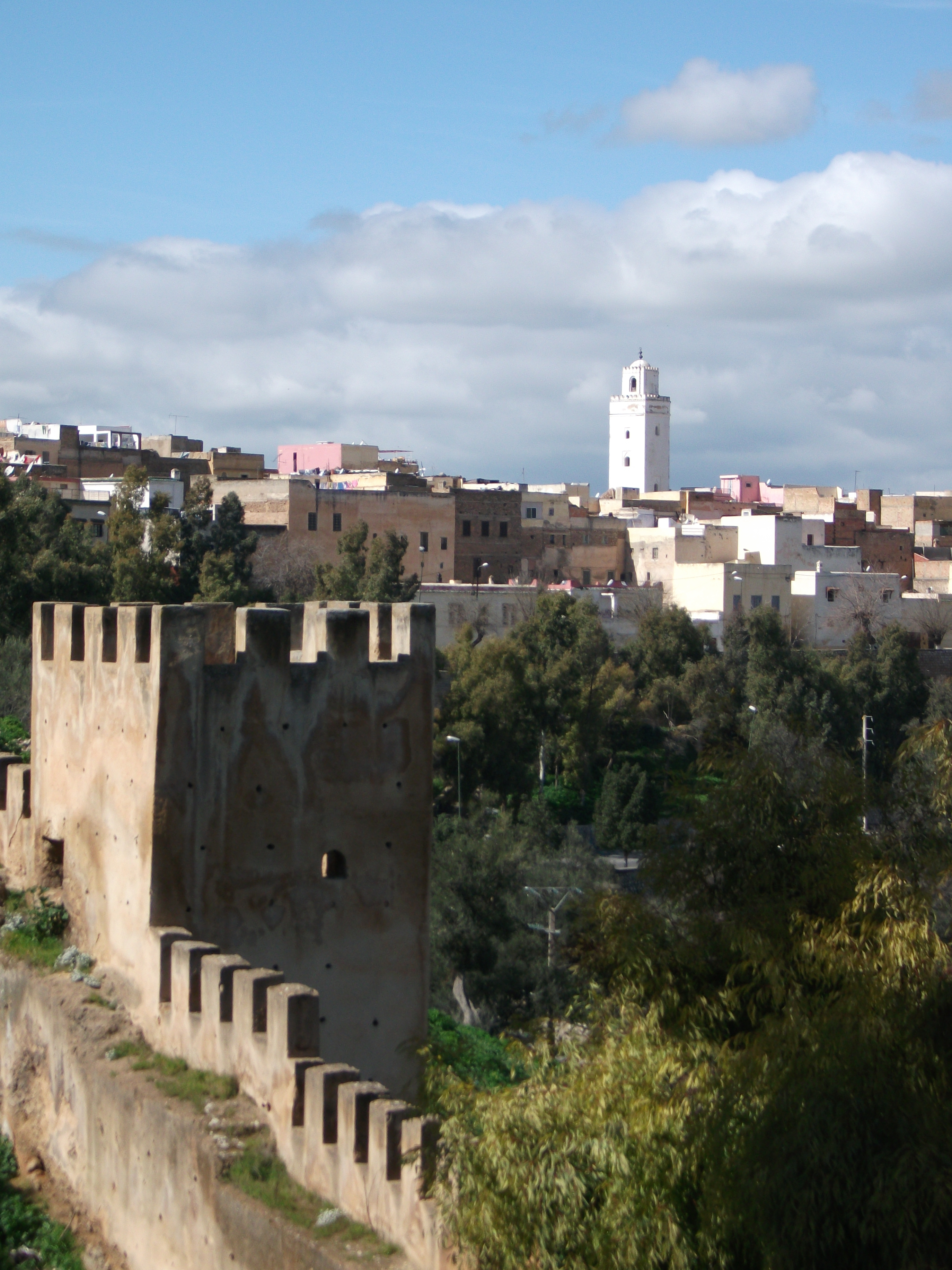
Taza – Stadtansicht

- Grande Mosquée de Taza dite Jamâa El Kebir (Große Moschee von Taza)
- Enceinte fortifiée de la ville de Taza
- Zone de protection autour de l’enceinte de Taza
- Site de Sidi-Mejbour
- Site de Ras-El Oued

### Provinz Sefrou
- Remparts et bastions de la ville de Sefrou
- Ordonnance architecturale instituée dans la ville de Sefrou
- Site de «El Menzel»
- Site de Bhalil

### WilayaTétouan
- Site de Ksar-Seghir
- Borj Martil à Tétouan
- Site de Tamouda à Tétouan

### Provinz El Hajeb
- Remparts, portes et bastions de la kasba d’El Hajeb
- Déclassement d’une partie des remparts de la kasba d’El Hajeb
- Site de Boufekrane
- Site et murailles de la kasba d’Agouraï
- Mausolée du Gour

### Provinz Azilal

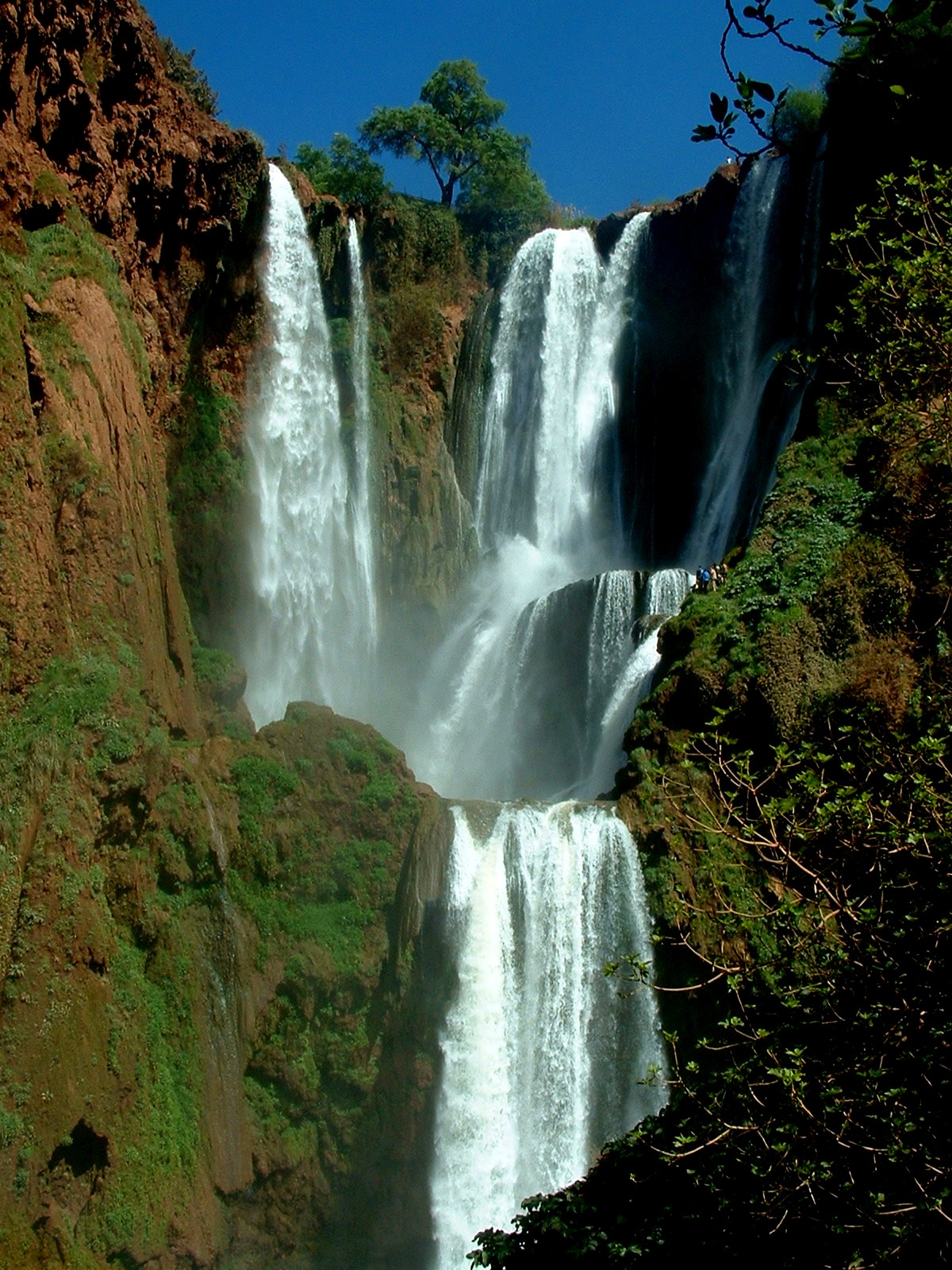
Ouzoud-Fälle

- Site des cascades d’Ouzoud (Stätte der Ouzoud-Fälle)
- Site d’Imi–n–Ifri

### Provinz Ouarzazate
- Gorges de Dades (Dadesschlucht)
- Massif du Bou-Gafer
- Vallée de l’Oued M’Goun
- Vallée de l’Oued Todra
- Site et kasba de Taourirt (Territoire d’Ouarzazate)
- Site et kasba de Tifoultoute (Territoire d’Ouarzazate)
- Vallées des Oasis (Territoire d’Ouarzazate)

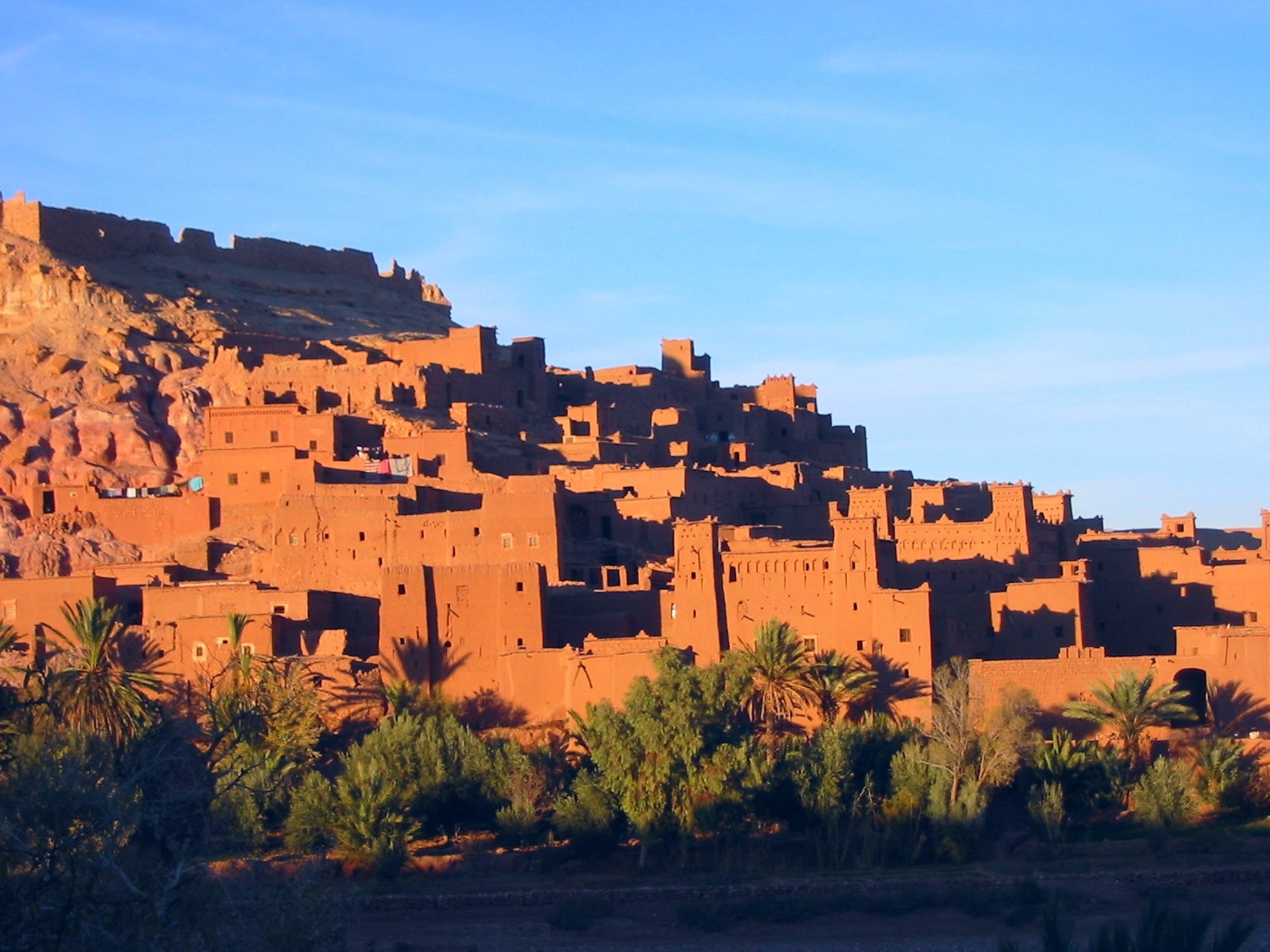
Aït Benhaddou

- Site et Ksar Ait Ben Haddou (Stätte und Ksar Aït-Ben-Haddou)

### Provinz Kénitra
- Zone de protection autour de la kasba de Mehdia
- Kasba de Mahdia
- Zone de protection à l’emplacement de l’ancienne ville romaine de Banassa, actuellement appelée «Sidi Ali-Bou-Jnoun» (Région du Rharb)
- Ruines de l’enceinte de Basra (Région du Rharb)
- Site de la dayat de sidi – Boughaba–Lyautey-Mahdia
- Site des ruines Romaines de Souk – el-Arba du Rharb (Région de Rabat)
- Site de Rirha (cercle Sidi Slimane)
- Site de Thamusida (Région du Rharb)
- Horloge Murale à Kenitra

### Provinz Safi
- Quartier des Potiers à Safi (Töpferviertel in Safi)
- Château de mer portugais[11]
- Kachla de Safi
- Remparts de Safi (Stadtmauer von Safi)
- Eglise portugaise de Safi (Portugiesische Kathedrale von Safi)
- Zones de servitude de protection artistique autour du château de mer portugais de Safi
- Kasba Ben Hamidouch dite «du Sultan noir» dans la région de Mogador
- Ruines de l’église portugaise de l’impasse Sidi Abdelkrim à Safi
- Mosquée Sidi Chiquer aux environs de Safi[12]
- Marabout «Sidi Chiker» aux environs de Safi
- Marabout «Sidi Dahman» aux environs de Safi
- Kasba de Souira – qedima
- Kasba Ayir
- Dar-SI-Aîssa

### Präfektur Oujda-Angad
- Remparts de la ville ancienne d’Oujda
- Kasba de Saîdia (Region Oujda)
- La grotte aux pigeons in Taforalt (Region Oujda)
- Sources de Sidi-Yahia (Oujda)
- Site du Zégzel (Region Oujda)
- Site de Debdou (Region Oujda)

### PräfekturSalé
- Zone extérieure de protection le long des remparts de Salé
- Zone intérieure de protection le long des remparts de Salé
- Enceinte de la ville de Salé
- Aqueduc de Salé
- Bab Jamaâ Sidi Bel Abbes à Salé
- Zone de protection et de «Non aedificandi»(Hérim) le long des remparts de Salé.
- Voirie pour la zone d’extension de la ville de Salé
- Voirie pour Médina de Salé
- Médersa Mérinide de Salé
- Zone de protection du site de Salé à l’intérieur des remparts
- Fondouk AsKour à Salé
- Ruines du Minaret Bourmada à Salé
- Bande de terrain environnant les ruines de la zaouïa de Sidi Bel Abbés à Salé
- Immeubles à édifier sur le terrain de la zone d’extension de la ville de Salé
- Kissaria de Salé
- Anciennes carrières d’El Gourna à Salé
- Site du littoral au Nord de Salé
- Marabout de Sidi-Moussa à Salé
- Kasba Gnaoua à Salé.
- Jardins Exotiques de Bouknadel

### ProvinzTiznit
- Remparts, portes et bastions de Tiznit.
- Site de Tiznit
- Sites de l’annexe des affaires indigénes de Tafraoute (cercle de Tiznit)
- Ville ancienne de Tiznit et des zones de l’extension et de protection

### Provinz Taroudannt
- Remparts entourant le centre de Taroudant
- Mosquée Jamâa El Kebir brûlée en 2013
- Jardin Ibrahim Roudani (Karte)

### WilayaMarrakesch
- Murailles de Marrakech

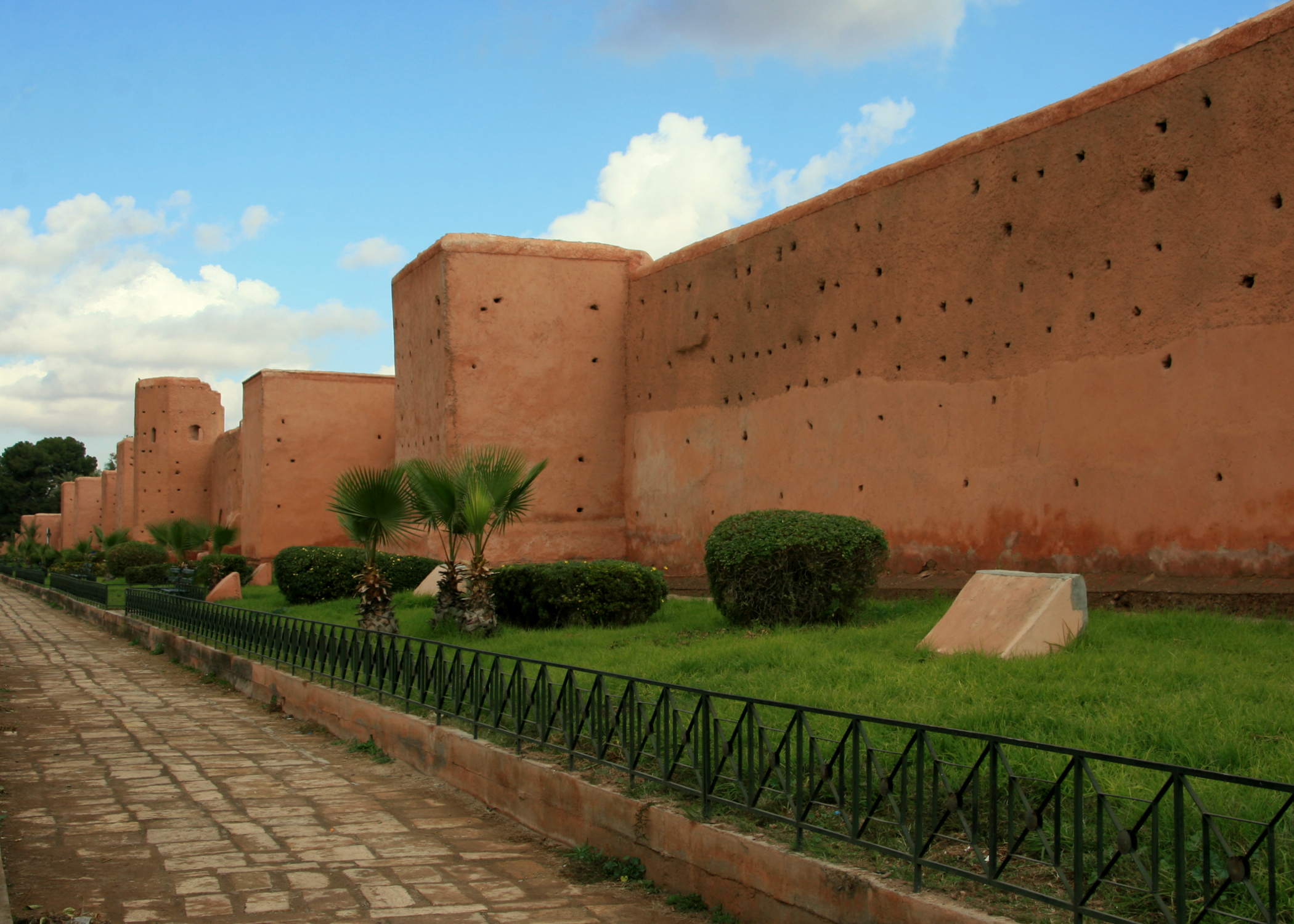
Marrakesch – Medina

- Medersa Moulay Youssef à Marrakech
- Deux Zones de protection autour de la Koutoubia à Marrakech
- Zone de protection le long de la grande enceinte de la ville et de l’enceinte de l’Aguedal à Marrakech à l’intérieur et à l’extérieur des remparts

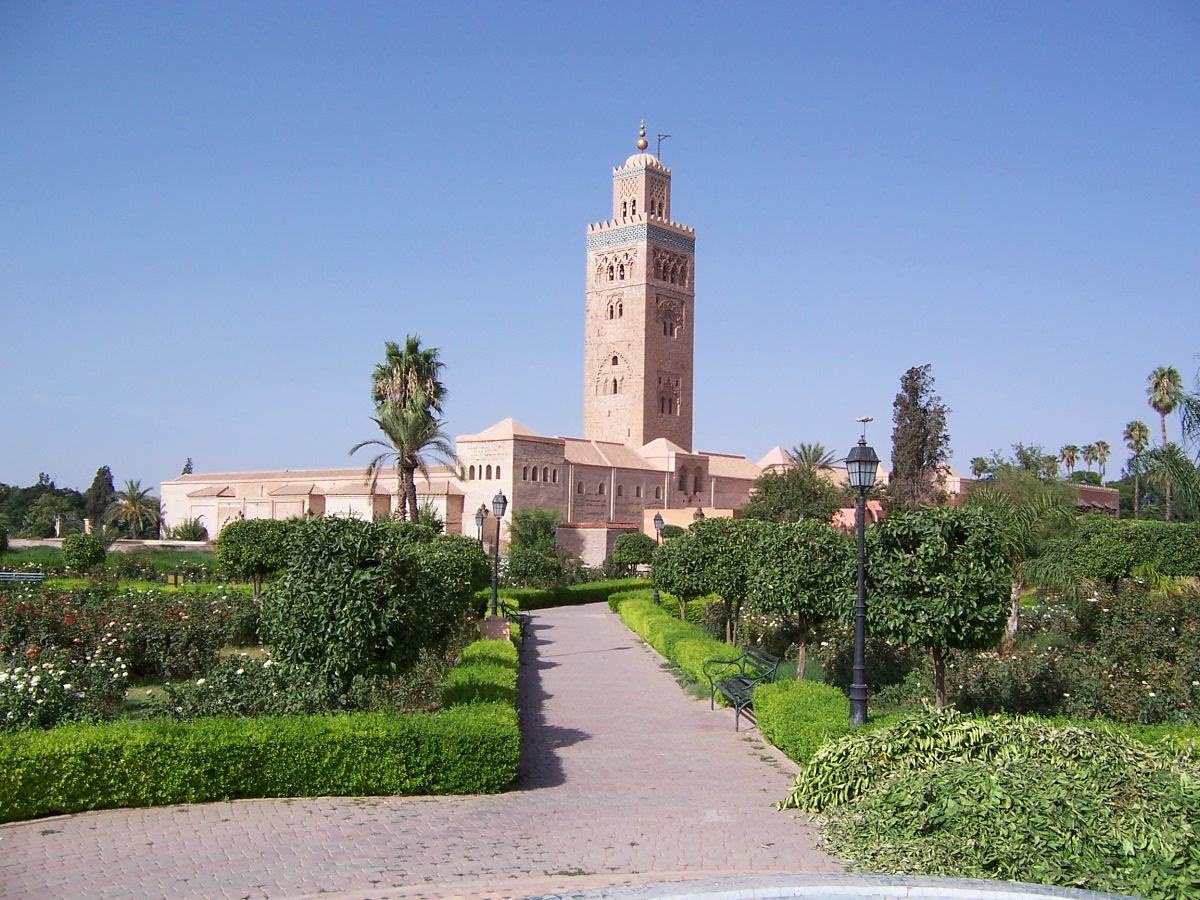
Marrakesch – Koutoubia-Moschee

- Mosquée de la Koutoubia à Marrakech (Koutoubia-Moschee)
- Tombeaux des Sultans Saâdiens, et de trois Seqqaias à Marrakech
- Seqqaia des Mouassin à Marrakech
- Seqqaia de Bab Doukkala à Marrakech
- Seqqaia de Achrob ou Chouf à Marrakech
- Ponts Nfis aux environs de Marrakech
- 5 Pont anciens sur oued Issil à l’est de la ville Marrakech
- Zone de protection le long des remparts ouest de Marrakech et le long de la nouvelle avenue de la koutoubia au Guéliz à l’intérieur des murs de la ville de Marrakech
- Déclassement de deux parcelles sis à l’intérieur du Parc-Lyautey à Marrakech
- Règlement pour la protection artistique de la ville de Marrakech
- Site de la place de Jamaâ El Fna à Marrakech

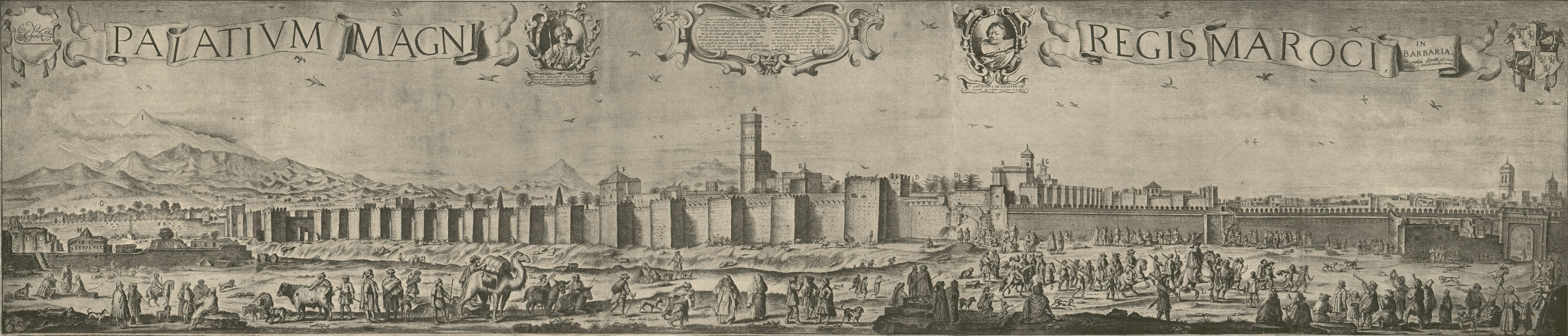
Marrakesch – El-Badi-Palast

- Ruines du Palais d’El Bedi à Marrakech

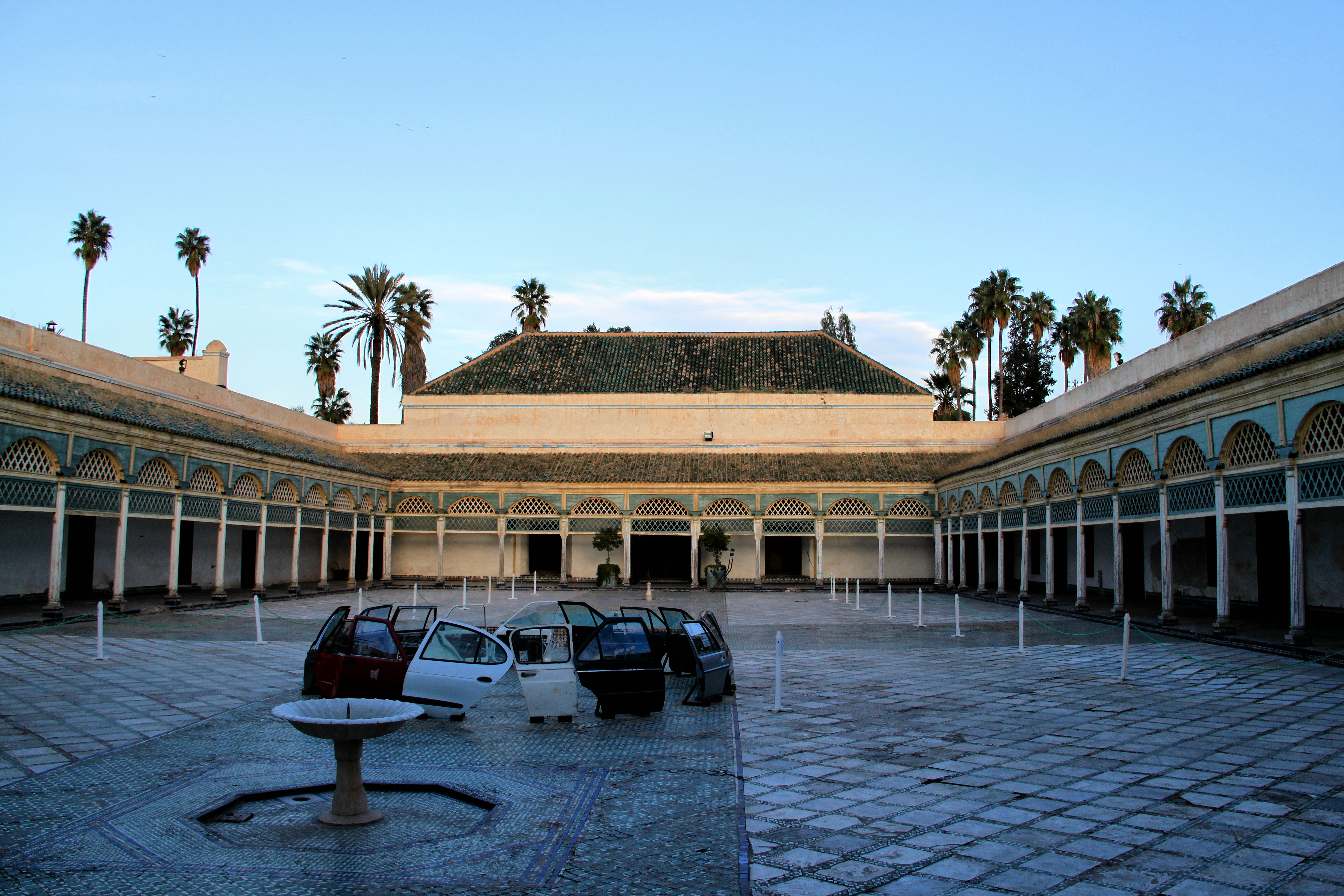
Marrakesch – Bahia-Palast

- Palais El Bahia à Marrakech (Bahia-Palast)[13]

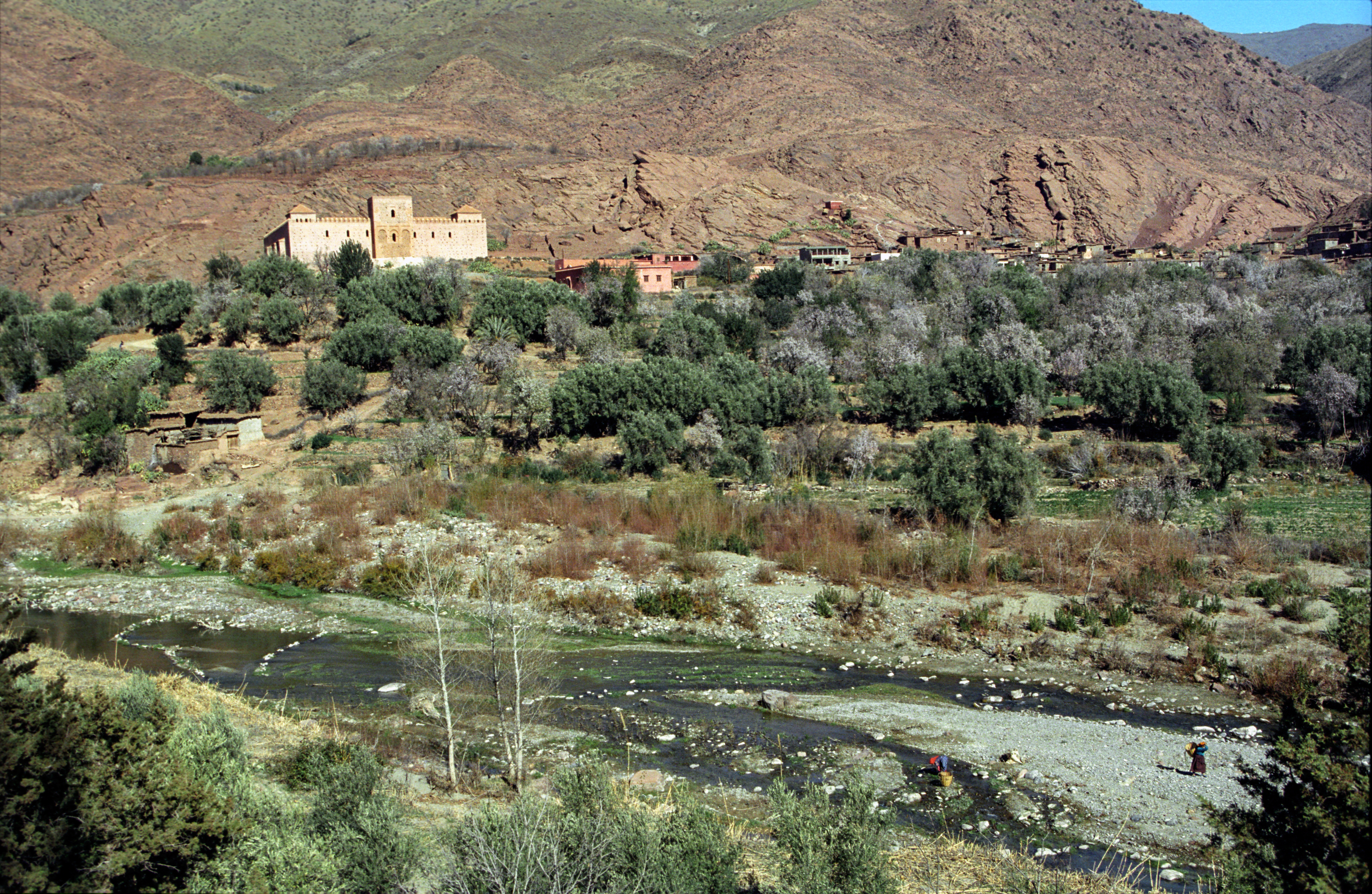
Moschee von Tinmal

- Ruines de la mosquée de Tinmel (Ruinen der Moschee von Tinmal)
- Pavillon et la pièce d’eau des jardins de la Mènera à Marrakech
- Site de la Palmeraie de Marrakech
- Zone de protection du site s’étendant au sud des jardins de la mènera et l’avenue de la mènera à Marrakech
- Immeubles domaniaux situés dans les abords immédiats de la mosquée la koutoubia
- Ruines de divers monuments, dans le site de Tinmel, Marrakech
- Muraille sud de l’enceinte de L’arsat El –Maâch à Marrakech
- Asni
- Site Arremd
- Site Tachdirt
- Site de l’Ourika à Marrakech
- Site de Tahannaoute (Marrakech)
- Site de Timichi, Marrakech
- Pierres gravées du Site de l’Oukaimedene (région de Marrakech)

### WilayaEl Jadida
- Eglise portugaise de Mazagan[14]
- Remparts de la ville de Mazagan
- Ancienne salle d’armes à Mazagan
- Ville ancienne à El Jadida

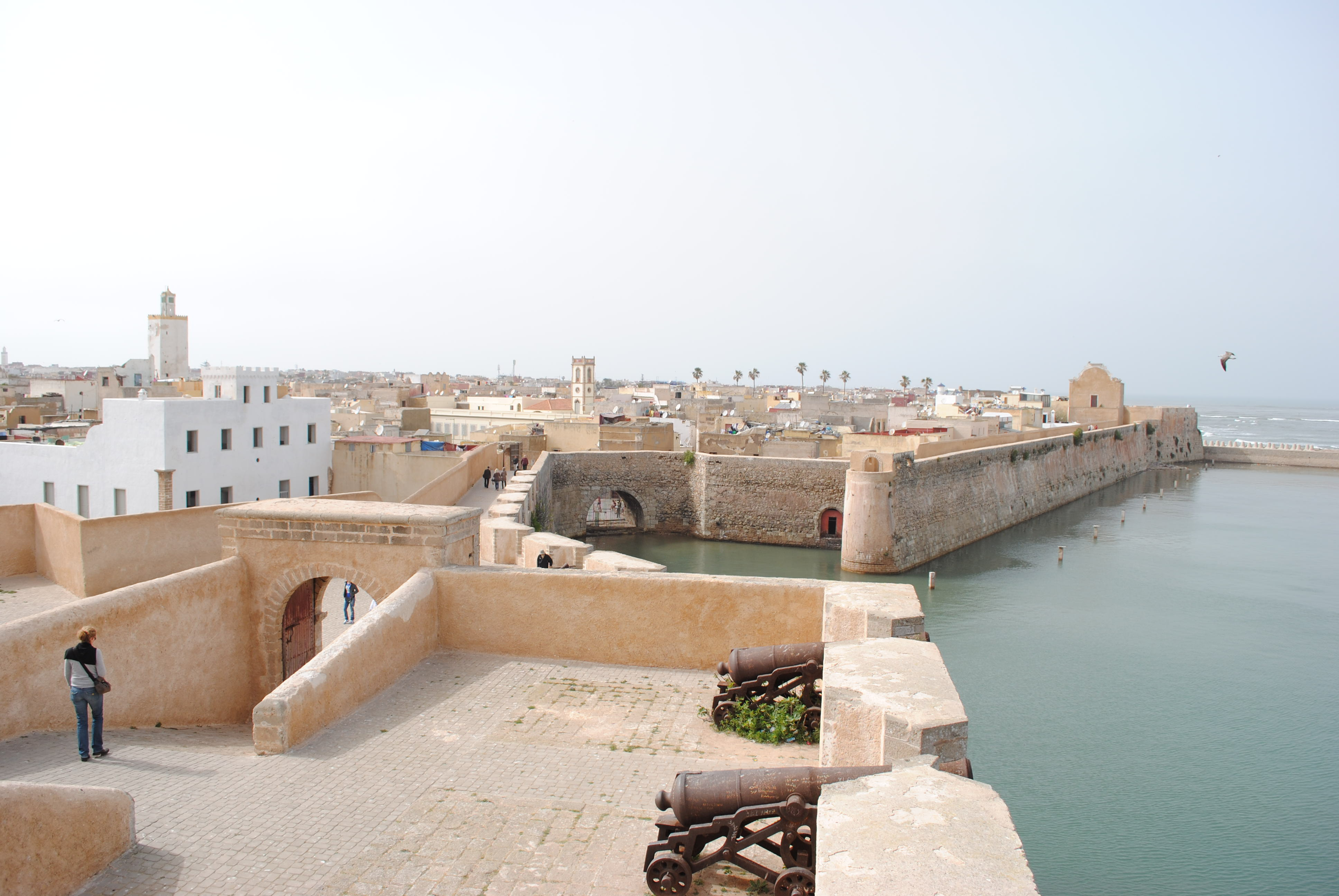
El Jadida – Portugiesische Festung

- Ancienne citadelle portugaise de Mazagan
- Remparts portugais d’Azemmour
- Les ruines de la Citadelle
- Rive droite de l’Oued er Rebia, à Azemmour
- Zone de protection des anciens Fossés et terrains entourant les remparts d’Azemmour
- Eglise notre-dame de la lumière à Mazagan
- Ruines du ribat de Tit
- Minaret de la Mosquée de Moulay Abdellah
- Minaret ancien de Tit (Altes Minarett von Tit)
- Site de la lagune de Sidi Moussa (Lagunenstätte von Sidi Moussa)

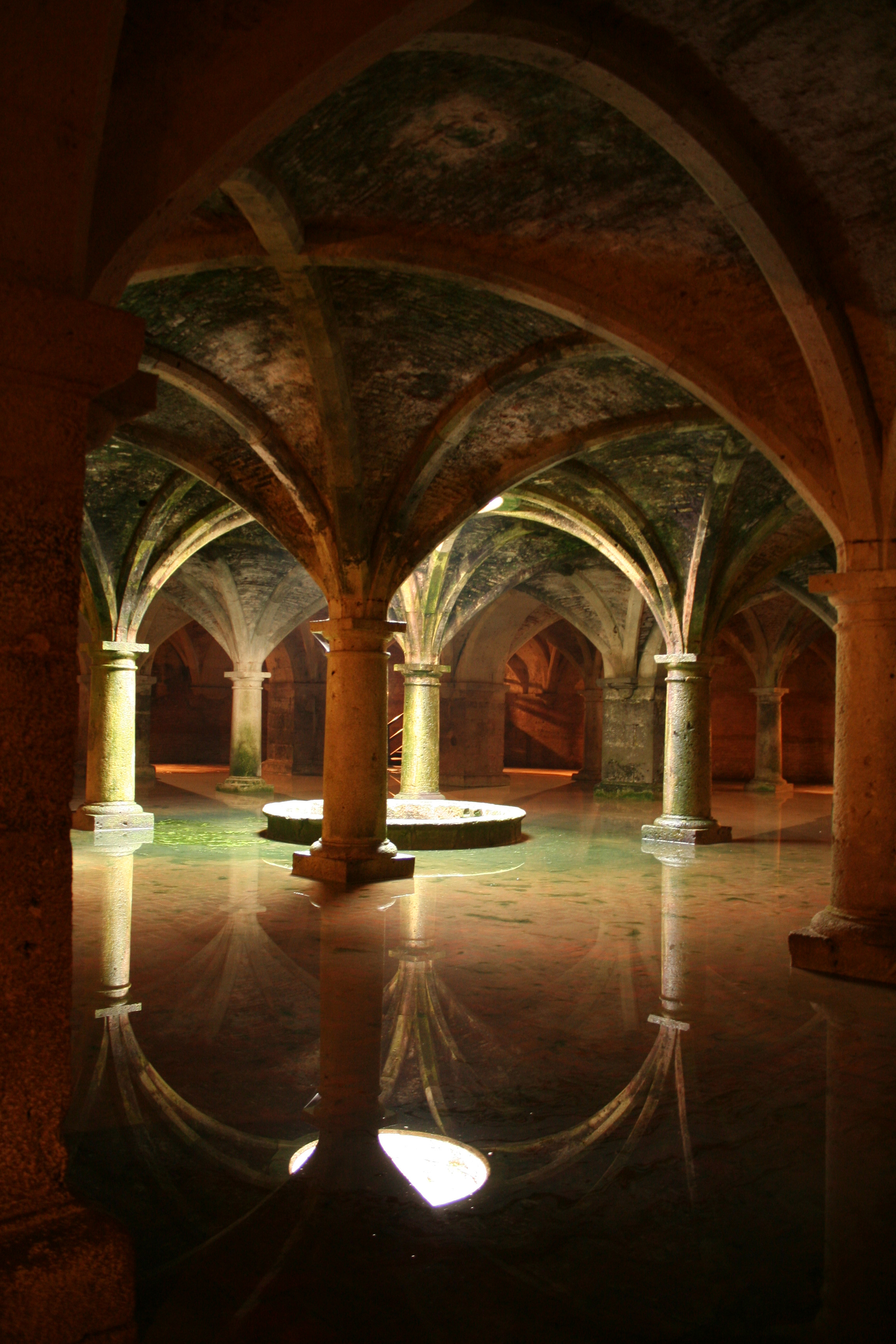
El Jadida – Portugiesische Zisterne

- Citerne Portugaise de Mazagan (Portugiesische Zisterne von Mazagan)[15]
- El-Khenzira(cap blanc)
- Site et Vestiges de la Kasba d’Oualidia

### Provinz Sidi Kacem
- Zone de protection autour de le station romaine des «eaux daciques» à Petit jean
- Mosquée d’Asjen aux environs d’Ouezzane
- Site du Sidi Kacem

### Provinz Tata
- Gravures rupestres de tiggane et de jbel Fegoussat (Territoire de Tiznit)
- Gravures rupestres de jbel Fegoussat (Territoire de Tiznit)

### Provinz El Kelaâ des Sraghna
- Menzeh de Sidi Rahal
- Site de la vallée de l’oued R’dat à Sidi rahal

### Provinz Essaouira
- Enceinte fortifiée de Mogador[16]
- Site des baies de Tafenley et Imsouane (cercle de Mogador)

### Provinz Larache
- Site de Lixus (Stätte von Lixus)

### Provinz Chefchaouen

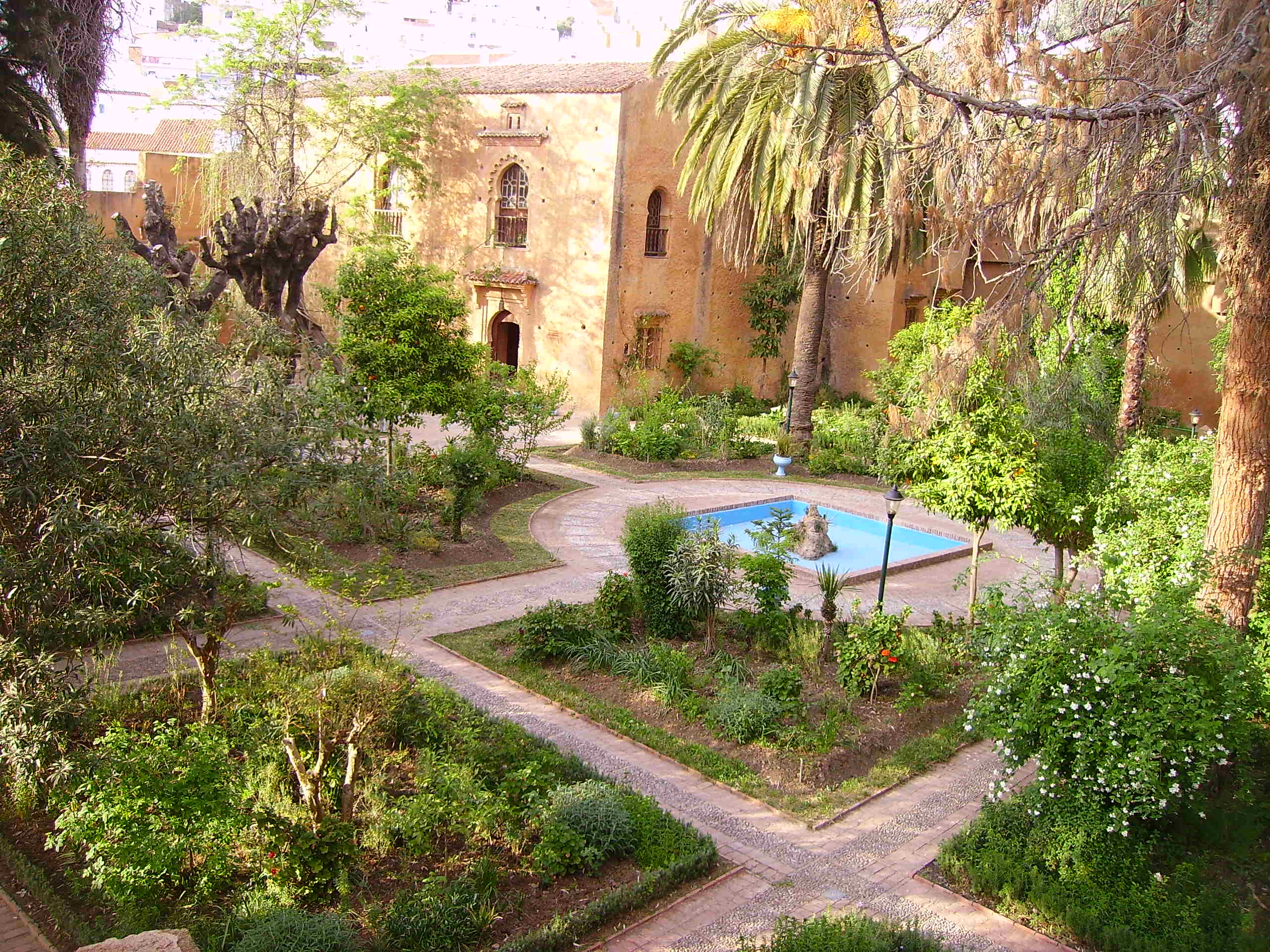
Chefchaouen – Kasbah-Gärten

- Kasba de Chefchaouen (Kasbah Chefchaouen)
- Grande mosquée de la ville de Chefchaouen (Große Moschee der Stadt Chefchaouen)

### Provinz Benslimane
- Kasba El Mansouria (Kasbah El Mansouria)

### ProvinzZagora
- Kasba de Caïd Ali Al-Jadida (Kasbah Caïd Ali Al-Jadida)[17]

### StadtAbi Jaad
- Ville ancienne d’Abi Jaad (Altstadt von Abi Jaad)

## Liste der historischen Denkmäler und denkmalgeschützten Gebäude
- Jardin d’Essais, Rabat (Karte)[19]
- Façades de l’Hôtel Lincoln, Casablanca
- Palais de la foire, Casablanca
- l’Aquarium, Casablanca
- Jardin Merdoukh, Casablanca
- Abattoirs municipaux, Casablanca
- Villa Violetta, Casablanca
- Villa les Tourelles, Casablanca[20]
- Villa Suissa, Casablanca
- Villa dite Rouge, Casablanca
- Villa dite Ronde, Casablanca
- l’Eglise «Sacré coeur», Casablanca
- bâtiment de la Poste, Casablanca
- bâtiment de la Trésorerie Régionale, Casablanca
- Siége de la Wilaya de Casablanca, Casablanca
- Siége du Palais de Justice, Casablanca
- Siége de la Banque Commerciale du Maroc, Casablanca
- Siége de la Banque du Maroc, Casablanca
- bâtiment de la Préfecture du Méchouar, Casablanca[21]
- Marché Central, Casablanca
- Immeuble Maret, Casablanca
- l’Immeuble El Glaoui, Casablanca
- Immeuble Maroc Soir, Casablanca
- Immeuble Assayag, Casablanca
- Hôtel Volubilis, Casablanca
- Hôtel Excelsior, Casablanca
- l’Hôpital 20 Août, Casablanca
- la Société de Tabac, Casablanca
- Bâtiment du comptoir métallurgique, Casablanca
- la Poste des Habous, Casablanca
- Arrondissement militaire, Casablanca
- Quartier Bousbir, Casablanca
- Lycée Khnata Bent Bekkar, Casablanca
- Lycée Khawarizmi, Casablanca
- Lycée Ibn Toumart, Casablanca
- Collège El Castallani, Casablanca
- Ecole El Alamia, Casablanca (bis 2007)
- Ecole El Azhare, Casablanca
- Immeuble Omar Tazi, Casablanca
- Immeuble «les Studios», Casablanca
- Hôtel Transatlantique, Casablanca
- Lycée Mohamed V, Casablanca
- Immeuble Shell, Casablanca
- Immeuble Ben Dahane, Casablanca
- Immeuble Sony, Casablanca
- Immeuble sis au 48, Rue Taher Sebti, Casablanca
- Immeuble Neptune, Casablanca
- Immeuble La Princière, Casablanca
- Hôtel Majestic, Casablanca
- Pharmacie Centrale, Casablanca
- Hisn El Fath “ Borj Saadien”, Larache
- Clinique «Dubois Roquebert», Rabat
- Immeuble Volle Gautier, Kenitra
- Immeuble Vergne et Fédide, Kenitra
- Immeuble Compagnie de Navigation paquet, Kenitra
- Immeuble Compagnie algérienne, Kenitra
- Immeuble CastellanoI, Kenitra
- Immeuble sis 13 rie Maâmora, Kenitra
- Immeuble S.I.A.L, Kenitra
- Bâtiment du Régie Tabac, Kenitra
- Hôtel Europe, Kenitra
- Hôtel Alégrée, Kenitra
- Hôtel La Rotonde, Kenitra
- Bâtiment de la Municipalité Maâmora, Kenitra
- Bâtiment de la Banque du Maroc, Kenitra
- Ecole Chaouki, Kenitra
- Cinéma PALACE, Kenitra
- Les Arcades, Kenitra
- Villa dite Rouge, Kenitra
- Villa Deux, Kenitra
- Villa Morély II, Kenitra
- Village touristique “ Cabo Negro”, Tétouan
- Commendancia (Dar El Makhzen), Larache
- Borj El Yahoudi, Larache
- Bâtiment de la Banque du Maroc, Larache
- Porte Bab El kasba, Larache
- Borj Laqlaq (Hisn Annasr), Larache
- Dar Ahmed Mekouar, Fès
- Vistiges de Hammam Aghmat, El Haouz
- Une partie du bâtiment DOX MONOPOLIO, Tanger
- Théâtre Cervantes, Tanger
- Villa Lamsellah, Tanger
- Villa Miramonte, Tanger
- Villa Mabrouka, Tanger
- Villa El Bahia, Tanger
- Ancien siège du journal Diario Espana, Tanger
- Villa Rosas, Tanger
- Immeuble Victoria 4, Tanger
- Immeuble Dar Al Ashjar, Tanger
- Immeuble Ikhouane ouakrim, Tanger
- Villa Rosa, Tanger
- Ex-consulat d’Angleterre, Tanger
- Villa Harris, Tanger
- Palais My Hafid, Tanger
- Bâtiment Dar Salaf, Tanger
- Villa Welcome, Tanger
- Villa Al Amana, Tanger
- Immeuble les sables d’Olonne
- Immeubles Benelabes et Bendehane (La lory)

## Museen
- Musée Kasbah in Tanger[23]
- Musée Batha in Fès[24]
- Musée Dar si Said in Marrakesch[25]
- Musée Archéologique de Tetouan[26]
- Musée national de la céramique de Safi[27]
- Musée archéologique de Larache
- Musées des arts sahariens[28]
- Musée Sidi Mohamed Ben Abdellah[29]
- Site de Volubilis (Stätte von Volubilis)
- Site de Chellah (Stätte von Chellah)
- Centre de Rissani